# Chironomus bicoloris
Chironomus bicoloris är en tvåvingeart som beskrevs av Tokunaga 1964. Chironomus bicoloris ingår i släktet Chironomus och familjen fjädermyggor. Inga underarter finns listade i Catalogue of Life.